# Польська вулиця (Одеса)
Польська вулиця — одна із вулиць Одеси, розташована в історичному центрі. Бере початок від перетину вулиць Ніни Строкатої, Качинського і Польського узвозу.
Вулиця проходить по лівому схилу Карантинної балки, де ще на початку 19-го століття почали селитись поляки. Саме від перших поселенців вулиця і дістала у 1820 році свою першу (і поточну) назву — вулиця Польська. Тоді вулиця мала зворотній напрямок нумерації будинків, ніж існує тепер. Так, лівий бік вулиці пролягав від Єврейської вулиці до Дерибасівської вулиці, а правий бік — від Поштової вулиці до Дерибасівської. У 1890-х роках нумерацію було змінено, таким чином вулиця брала початок з перетину із Дерибасівською, а закінчувалась перетином із Єврейською.
Від початку заснування вулиці тут розміщувались особняки заможних поляків, а також хлібні склади. При тому, як зазначає одеський краєзнавець, Олег Губар: «Комори зводилися у класичному стилі зовні виглядали красиво. Тяжко було уявити, що за цими стінами зберігається зерно. Навіть будинки шляхтичів виглядали у порівнянні з ними дещо непримітно». Одна з часом зберігання зерна в центрі міста втратило свій сенс і зернові склади перетворилися в доходні будівлі.
Із приходом до влади більшовиків назву вулиці було змінено у 1924 році в честь начальника штабу Червоної гвардії, уроженця Одеси, Мойсея Кангуна. Існує наказ від 5 вересня 1946 року про перейменуванні вулиці Герцена в Польську, однак документів про надання вулиці назви Герцена немає. У 1948 році вулиці було повернено назву Кангуна. 4 травня 1961 року назву вулиці було змінено на честь італійського революціонера, Джузеппе Гарібальді, який юнгою побував в Одесі. 18 липня 1994 вулиці було повернено історичну назву.
Після катастрофи Ту-154 в Смоленську, під час якої загинув президент Польщі, Лех Качинський, частину вулиці Польської від Дерибасівської до Ніни Строкатої було перейменовано в честь Леха Качинського. Таким чином, на даний час вулиця Польська є фактично продовженням Польського узвозу, який розпочинається на Митній площі й тягнеться до вулиці Ніни Строкатої.

## Галерея

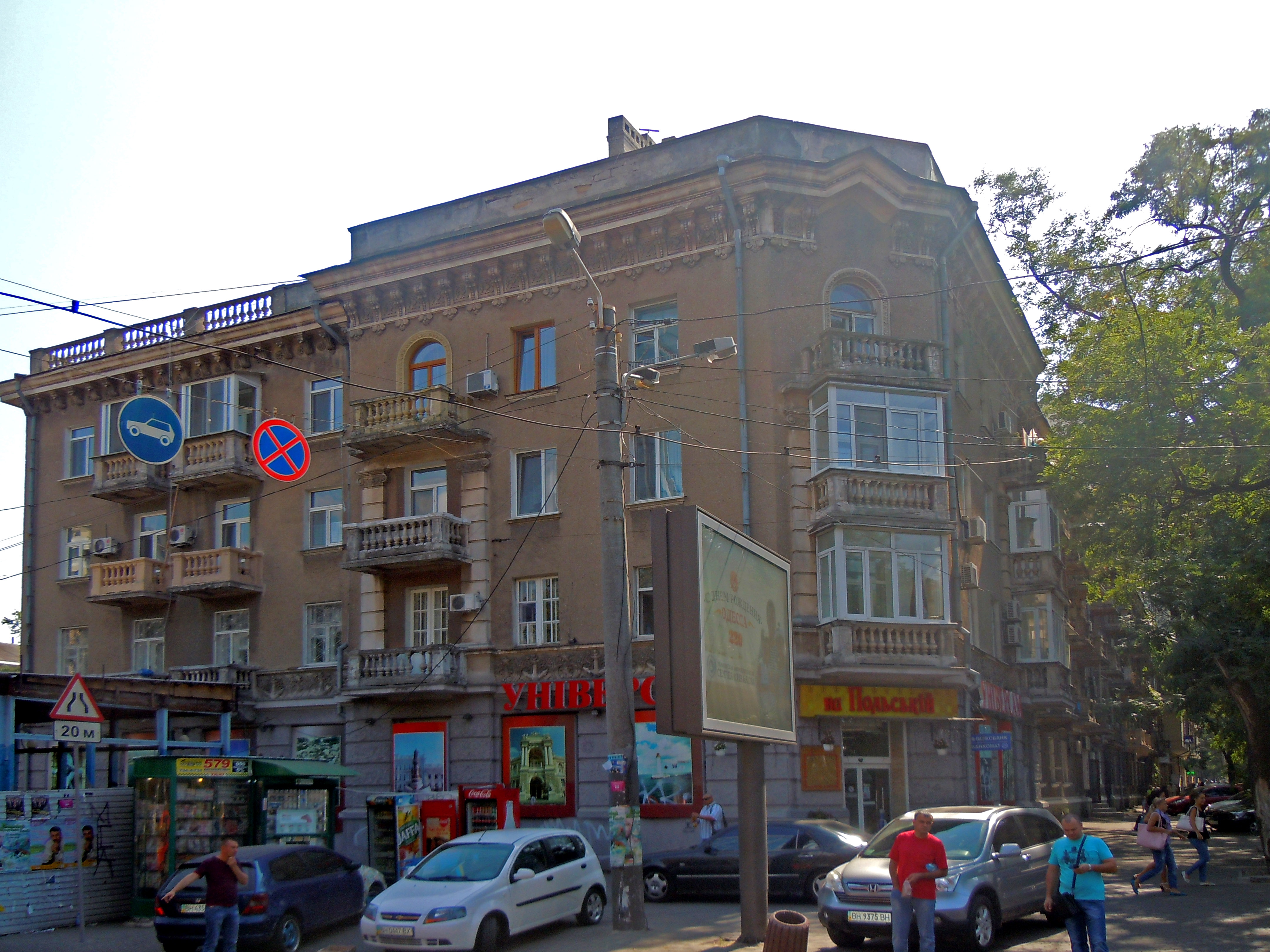
Початок вулиці
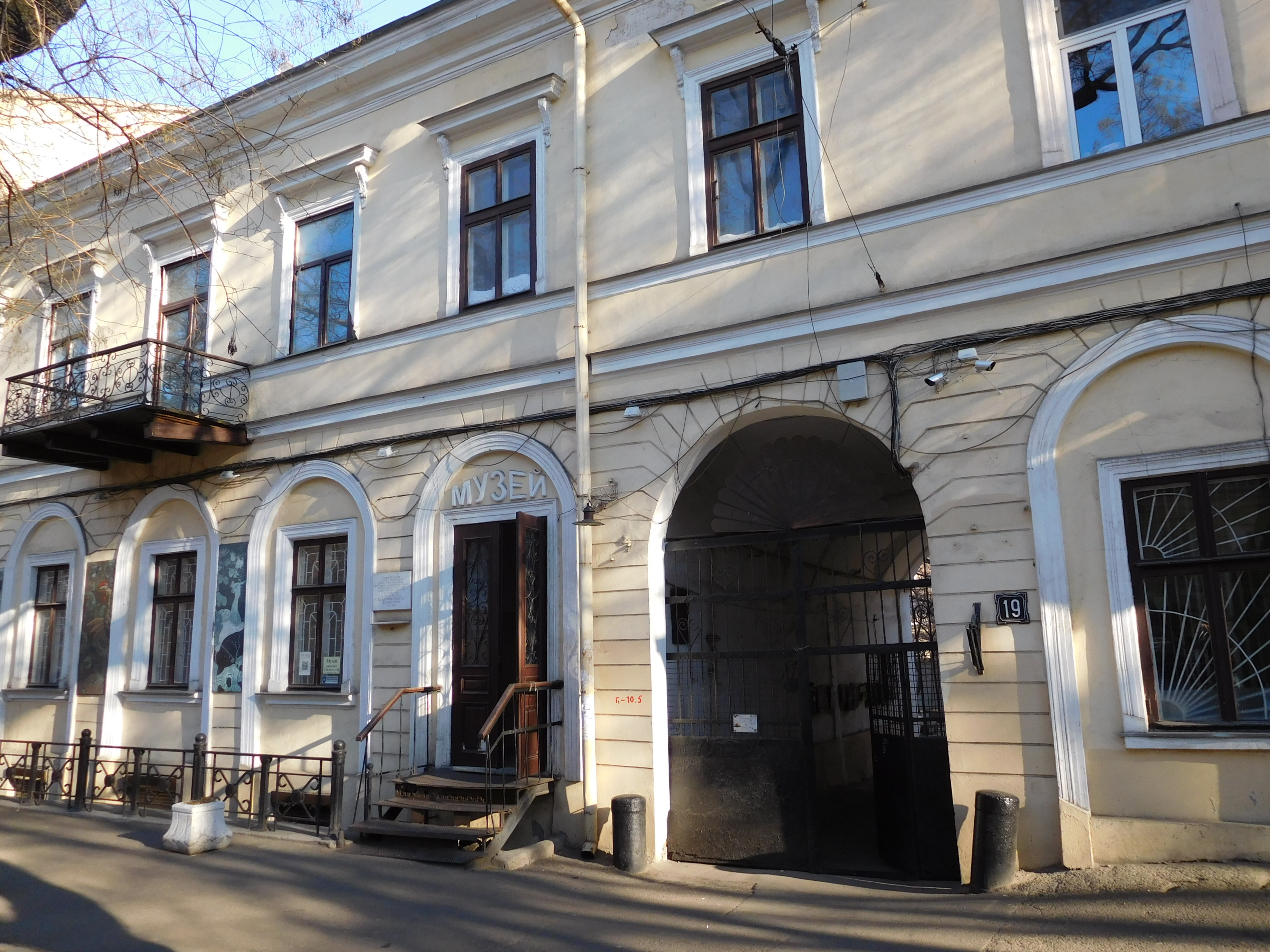
Будинок прибутковий Фері та Савіна
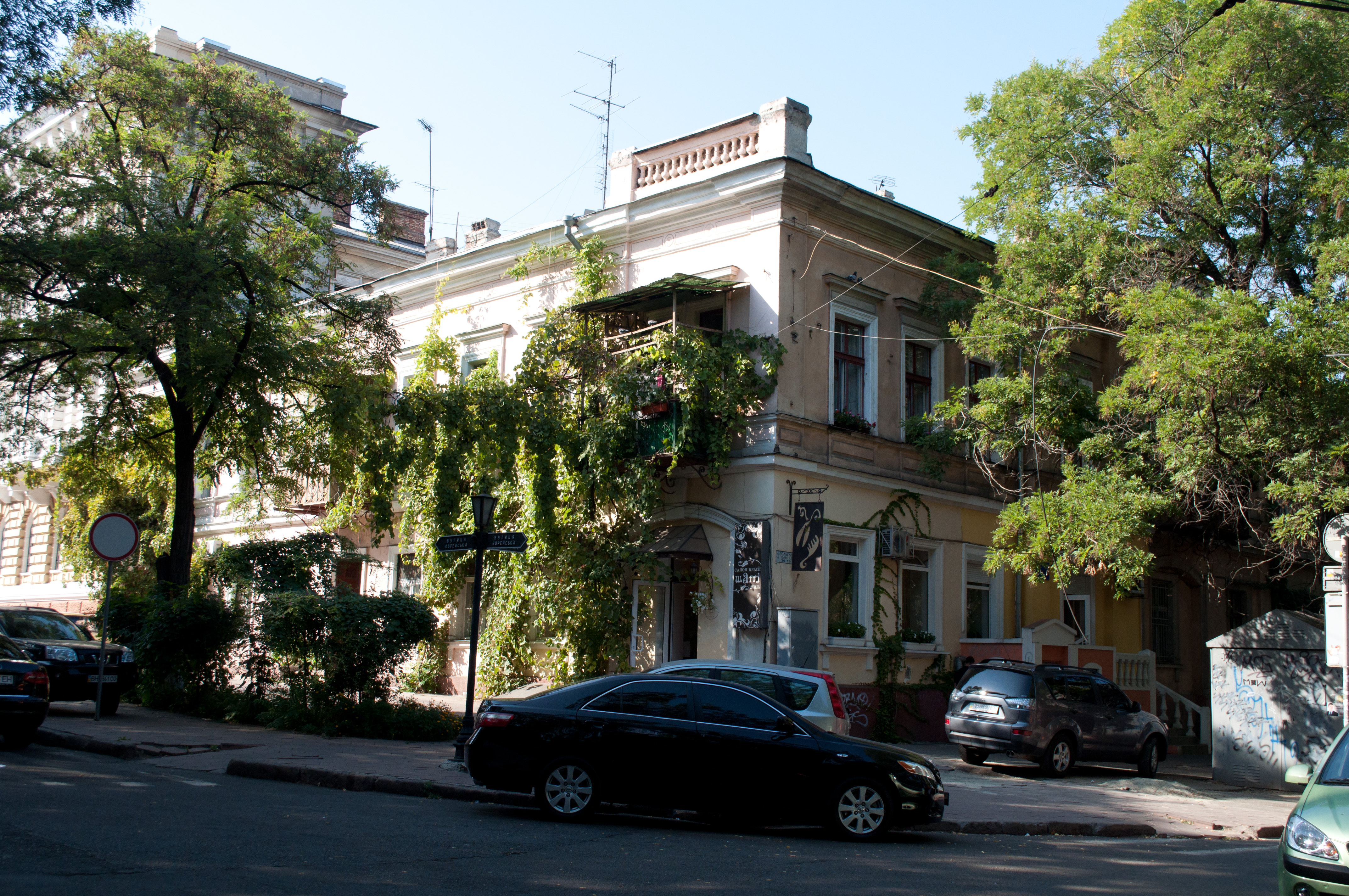
Кінець вулиці